# Henrik Blume
Henrik Blume, född okänt år i Bremen, död i juli 1648 i Stockholm, var en tysk-svensk bild- och stenhuggare. Han var bror till Gert, Diedrik och Johan Blume. 
Blume flyttade till Sverige omkring 1621. Han var bisittare och ålderman i Stockholms sten- och bildhuggarämbete 1644 som instiftades 1639 på Axel Oxenstiernas påverkan. Blume var en av tidens mest anlitade stenskulptörerna, och vid hans verkstad tillverkades ett stort antal portaler och fasadutsmyckningar. Han utförde arbeten på Eskilstuna slott 1622-1626, Vibyholms slott 1622-1626, Jacobs kyrka 1629 och 1634-1646, Karlbergs slott 1629-1630 och 1637, Stockholms slott 1637, Tidö slott och Fiholm slott 1638-1643, Leijonskiöldska huset i Stockholm 1640-1641, Tyska kyrkan 1642 samt på sin egen fastighet vid Jakobs torg i Stockholm.
Blume anges i litteraturen även som Blom, Blome och Bloome i historisk litteratur har namnformen Blume blivit den vedertagna i samtida handlingar torde Blom vara den vanligaste.